# Борисовка (Смоленская область)
Борисовка — деревня в Смоленском районе Смоленской области России. Входит в состав Новосельского сельского поселения. 
Расположена в западной части области в 23 км к северо-западу от Смоленска, в 11 км северо-восточнее автодороги Р133 Смоленск — Невель, на берегу реки Лущенка. В 22 км южнее деревни расположена железнодорожная станция Красный Бор на линии Москва — Минск. 

## История
В годы Великой Отечественной войны деревня была оккупирована гитлеровскими войсками в июле 1941 года, освобождена в сентябре 1943 года. 